# Strangelove
«Strangelove» - 18-й сингл британської групи Depeche Mode, а також перший, передував альбому Music for the Masses; вийшов 13 квітня 1987.

## Сторона Б
Як «Сторона Б» до Strangelove випускалися дві композиції - Pimpf і Agent Orange, обидві - інструментальні. Pimpf - похмура композиція здебільшого на піаніно, згодом включена останнім треком на Music for the Masses. Деякі видання синглу Strangelove на зворотному боці мали трек Fpmip - ремікс Pimpf. Agent Orange потім була випущена як бонус-трек на деяких виданнях Music for the Masses.

## Музичні відео
Початковий кліп на пісню був знятий Антоном Корбейн. Він був включений в збірники Strange і The Videos 86>98. Також Корбейн зняв відео для композиції Pimpf. У 1988 році був знятий ще один кліп до Strangelove, режисером якого був Мартін Аткінс. У 2002 році він був випущений на DVD The Videos 86>98+.
«Strangelove '88» - 18-й сингл британської групи Depeche Mode, а також перший, передував альбому 101; вийшов 1988.

## Сторона Б
Як «Сторона Б» до Strangelove '88 випускалися дві композиції - Pimpf (Live) і Behind the Wheel (Live), обидві - співаве. Pimpf (Live) - похмура композиція здебільшого на піаніно, згодом включена останнім треком на 101. Behind the Wheel (Live) була випущена в  виданнях 101.